# Mzuzu
Mzuzu est une ville du Malawi. C'est la capitale de la région nord et la troisième ville du pays par la population. Elle a connu une croissance démographique considérable, passant de 52 000 habitants en 1987 à 150 100 début 2007 et à 221 272 en 2018. Elle est située au cœur d'une région agricole, les principales cultures commerciales sont le thé et le café. La ville est située à la jonction de trois des principales routes goudronnées du pays :
- vers le sud, la route de Blantyre longe le Lac Malawi,
- vers le sud-ouest, la route de Lilongwe traverse les plateaux,
- enfin, la route du nord constitue la principale voie d'accès à des régions reculées, en particulier le parc national de Nyika, et continue jusqu'à Mbeya en Tanzanie.

## Religion
Mzuzu est le siège d'un évêché catholique.